# Харьковский национальный экономический университет

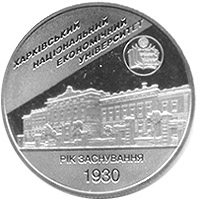
Юбилейная монета 2 гривны Национального банка Украины (2006), выпущенная к 75 летию ХНЭУ (на монете изображено историческое здание Харьковского коммерческого училища Императора Александра III)

Харьковский национальный экономический университет имени Семёна Кузнеца (укр. Харківський національний економічний університет імені Семена Кузнеця) — один из крупнейших университетов и лидеров Украины в области экономического образования и науки.
Проводит обучение бакалавров, магистров, подготовку кандидатов и докторов наук в направлениях экономики, предпринимательства, менеджмента, информатики, вычислительной техники, государственного управления, туризма и др.

## История
С инициативой создания в Харькове специального экономического учебного заведения в 1888 году выступило харьковское купечество. После подготовительных мероприятий, в 1893 году такое учебное заведение — Харьковское коммерческое училище — было открыто. В 1912 году при училище были открыты вечерние Высшие коммерческие курсы, которым в 1916 году был присвоен статус и права коммерческого института. В 1918—1921 годах в ХКИ обучался будущий лауреат Нобелевской премии по экономике (1971) Саймон Кузнец. В 1920 году ХКИ был преобразован советскими властями в Харьковский институт народного хозяйства; а в ходе реформы высшего образования 1930 года — разделён на ряд отраслевых вузов. Харьковский инженерно-экономический институт (ХИЭИ) был образован на базе промышленного факультета ХИНХа.
1 октября 1930 года отмечается как официальная дата основания университета. ХИЭИ готовил инженеров-экономистов для отраслей тяжёлой промышленности Украины: горной, металлургической, основной химической и коксохимической, машиностроительной. В 1930-е — начале 60-х годов в институте работал Е. Г. Либерман; результаты работ руководимой им научно-исследовательской лаборатории ХИЭИ легли в основу Экономической реформы 1965 года (Реформы Косыгина-Либермана). С 1960-х годах ХИЭИ также готовил специалистов по проектированию и обслуживанию автоматизированных систем управления производством (АСУП). С 1980-х годов — специалистов по внешнеэкономической деятельности.
В 1994 году институт получил IV уровень государственной аккредитации высших учебных заведений и 20 апреля 1994 года был преобразован в Харьковский государственный экономический университет. С 21 августа 2004 года — университету присвоен статус Национального; с 14 октября 2013 года — имя Саймона Кузнеца. В 2007 году университет был награждён Орденом Дружбы СРВ.
| Рост показателя, 2000—2010 гг.                    |             |
| студенты всех форм обучения                       | в 1,5 раза  |
| в том числе студенты-иностранцы                   | в 12,5 раз  |
| профессора и преподаватели                        | в 1,5 раза  |
| расходы на капитальный ремонт и реконструкцию     | в 9,6 раз   |
| оснащённость компьютерами                         | в 12,2 раза |
| площадь учебно-лабораторных корпусов              | в 1,25 раз  |
| площадь помещений для занятий спортом             | в 6,5 раз   |
| финансирование НИР                                | в 11,6 раз  |
| публикация статей в научных изданиях              | в 4,8 раз   |
| печать монографий                                 | в 10,3 раз  |
| печать научных журналов (усл. печ. лист.)         | в 12,6 раз  |
| научные конференции на базе ХНЭУ                  | в 22 раза   |
| публикация студенческих научных статей и докладов | в 61,6 раз  |

Ректоры, до 1960-х годов — директора университета и предшествовавших ему высших учебных заведений:
- Тимофеев Владимир Фёдорович (1912—1919)
- Соболев Михаил Николаевич (1919—1920)
- Фомин Пётр Иванович (1920—1923)
- Соколин Яков Александрович (1923—1926)
- Величко Лев Исаакович (1927—1928)
- Кустолян, Евгений Александрович (1929—1930)
- Бидный, Василий Герасимович (1930)
- Толстов Иван Иванович (1932—1933)
- Обломский Яков Антонович (1933—1934)
- Брагин Иван Дмитриевич (1934—1938)
- Ямпольский, Стефан Михайлович (1938—1941)
- Сазонов Александр Васильевич (1943—1947)
- Тесленко-Пономаренко Феодосий Федотович (1947—1965)
- Штец Константин Александрович (1966—1977)
- Сироштан Николай Антонович (1978—1999)
- Пономаренко Владимир Степанович (с 2000 г.)

## Образование

### Курсы и программы

Колонна ХНЭУ на ежегодном празднике открытия нового учебного года (Харьков, площ. Свободы, 1 сентября 2010 год)

В составе университета действуют 7 факультетов:
- Международные отношения и журналистика,
- Менеджмента и маркетинга,
- Консалтинг и международный бизнес,
- Финансовый,
- Экономики и права,
- Экономической информатики,
- Подготовки иностранных граждан

Также действуют Центр заочного и дистанционного образования и Центр последипломного образования.
Студентам доступны программы обучения на степень бакалавра и магистра по 34 образовательным программам на 15 специальностях:
- образовательные, педагогические науки,
- экономика,
- международные отношения, общественные коммуникации и региональные студии,
- международные экономические отношения,
- журналистика,
- учёт и аудит,
- финансы, банковское дело и страхование,
- менеджмент,
- публичное управление и администрирование,
- маркетинг,
- предпринимательство, торговля и биржевая деятельность,
- инженерия программного обеспечения,
- компьютерные науки,
- издательство и полиграфия,
- туризм.

Обучение ведётся на украинском (русском) или английском языках.
В 2014 году университете действуют Учёные советы по защите диссертаций кандидата и доктора экономических наук в специальностях 08.00.04 — «экономика и управление предприятиями (по видам экономической деятельности)», 08.00.11 — «математические методы, модели и информационные технологии в экономике» (д. э. н., к. э. н.) и 08.00.07 — «демография, экономика труда, социальная экономика и политика», 08.00.08 — «деньги, финансы и кредит» (к. э. н.).

### Международное партнёрство
ХНЭУ им. С. Кузнеца является участником Великой Хартии университетов (2004 г.), Association of Economic Universities of South and Eastern Europe and the Black Sea Region (2008 г.), Agence universitaire de la Francophonie (2009 г.) European University Association (2009 г.). Договоры о сотрудничестве и партнёрские связи установлены более чем с 40 университетами ЕС, России и стран СНГ, США и Канады, стран Восточной Азии (2010 г.).

### Магистерские программы «двойного диплома»
В университете действуют совместные магистерские программы «двойного диплома» с университетами Лион-2 им. Люмьера (Université Lumière Lyon 2 — Франция).
В 2010 году франко-украинская программа MBA «Бизнес-информатика» получила высшую оценку А+ Ассоциации по оценке исследований в высшем образовании (AERES, Франция). По исследованиям SMBG Consulting Group программа вошла в 10 лучших магистерских программ Business Intelligence во Франции в 2013 и 2014 годах Программа включает полугодовую стажировку на предприятиях EI Telecom, Adyoulike, Key Consulting, Mob in life, BlueStella, Simpki, HILTON, 55, Siemens. С 2015 году к программе подключился университет Монпелье-2, часть студентов получают возможность пройти годичную программу «Создание новых инновационных компаний».

### Библиотека
Библиотека ХНЭУ им. С. Кузнеца размещается в реконструированном научно-библиотечном корпусе 4000 м2 (2005 г.). Действует автоматизированная система каталогизации литературы, а в читальных залах установлены компьютеры с доступом к сети Интернет и специальным базам данных. Библиотека состоит из 5 отделов с 12 читальными залами на 460 мест и 12 абонементами. С 2009 года читателям открыт доступ к полнотекстовым электронным документам.
В библиотеке действуют Центр инновационных знаний Мирового банка и Информационный центр Европейского Союза. Посредством Центров читатели могут получать доступ к информационным и аналитическим ресурсам этих организаций.

### Издательство
Издательство ХНЭУ им. С. Кузнеца действует с 2001 года. Оснащённое современным оборудованием, оно осуществляет полный цикл издания от редактирования до печати. ХНЭУ им. С. Кузнеца сотрудничает с Издательским домом «ИНЖЕК», также представляющим полный цикл издательских услуг.

### Мультимедиа-учебники
Университет занимает лидирующие позиции среди вузов Украины по созданию мультимедиа-учебников и электронных курсов на платформе Adobe Captivate.

### Персональные учебные системы
Портал системы электронного дистанционного обучения ХНЭУ им. С. Кузнеца обеспечивает лучший доступ к учебным ресурсам и коммуникацию между преподавателями и студентами в ходе изучения учебных курсов. Университетский стандарт для дистанционного обучения посредством сети интернет разработан на основе среды Moodle (2009 г.). Студентам доступны более 550 электронных учебных курсов (2010 г.). ХНЭУ им. С. Кузнеца также является разработчиком систем дистанционного обучения для школ Харькова.

## Наука
ХНЭУ им. С. Кузнеца с 2000 года прилагает усилия по развитию научно-исследовательской деятельности, видя в ней основное условие для повышения качества образования. Университет тесно сотрудничает с Научно-исследовательским центром индустриальных проблем развития НАН Украины. В структуре университета был создан ряд научно-исследовательских лабораторий.

### Научные журналы
В ХНЭУ им. С. Кузнеца издаются научные журнал «Экономика развития» (ISSN 1683-1942). Совместно с Научно-исследовательским центром индустриальных проблем развития НАНУ ХНЭУ им. С. Кузнеца является соучредителем журнала «Бизнес Информ» (ISSN 2222-4459). В журнале «Управлении развитием» публикуются студенческие статьи и материалы конференций.

### Международные конференции и деловые форумы
На базе университета проводятся форумы регионального и национального значения с международным участием. Международные научно-практические конференции по проблеме разработки программы социально-экономического развития Харьковской области (2001, 2004, 2010 гг.), Международная конференция по вопросам регионального и местного экономического развития (2001 г.), Украино-российский инвестиционный форум (2003 г.), Международный экономический форум «Региональное содружество» (2003 г.), Экологический форум (2004, 2006 гг.), Международный туристический форум «Харьков: партнёрство в туризме» (2010 г.) и др.

### Стратегии социально-экономического развития Харьковской области
С 2001 года учёные ХНЭУ им. С. Кузнеца задействованы в крупных исследовательских проектах по созданию стратегий социально-экономического развития Харьковской области. Работы над первой из них были начаты по инициативе председателя Харьковской облгосадминистрации Е. П. Кушнарёва и велись на базе Научно-исследовательской лаборатории социально-экономических проблем общества ХНЭУ им. С. Кузнеца под его руководством. Стратегия социально-экономического развития Харьковской области до 2010 года была представлена Харьковской областной раде и научной общественности города в 2003 году. В 2008 году была разработана Стратегия развития Харьковской области до 2015 года (рук. А. П. Аваков). В 2010 году совместным коллективом представителей городских властей, практиков, учёных ХНЭУ им. С. Кузнеца и НИЦ ИПР НАНУ (рук. М. М. Добкин) был подготовлен научно-практический доклад «Основы устойчивого развития Харьковской области до 2020 года». Доклад был положен в основу Стратегии устойчивого развития Харьковской области до 2020 года, 23 декабря 2010 года принятой Областной радой.

## Студенчество
ХНЭУ им. С. Кузнеца является региональным флагманом и всеукраинским лидером в области студенческого самоуправления. С 2000 года университет активно поддерживает студенческие культурные и общественные инициативы. В университете действуют Молодёжная организация, Молодёжный центр, 30 студенческих самодеятельных коллективов. Проводятся традиционные фестивали, конкурсы и турниры: «Студенческая весна», «Дебют», КВН, «Мистер» и «Мисс ХНЭУ», дебатные и ораторские турниры, «Золотой компас» и др. Насыщенность культурной жизни и широкие возможности, предоставляемые для студентов в этой области являются одной из особенностей ХНЭУ им. С. Кузнеца среди университетов Украины.

### Молодёжная организация
Молодёжная организация создана в 1999 году. Традиционно занимает лидирующие позиции в городе и сильные на Украине. Активный участник региональных и всеукраинских акций (Всеукраинской школы молодых лидеров, Всеукраинского фестиваля «Студенческая республика», студенческий мер Харькова — номинации 2004, 2005 гг.). Соучредитель Харьковского союза студенческой молодёжи. Региональный координатор Всеукраинской студенческой рады в Харькове; руководители секретариата ВСР — студенты ХНЭУ им. С. Кузнеца Владимир Шемаев (2006—2007), Наталья Якунина (2008—2010). Партнёр Фонда народонаселения ООН.

### Молодёжный центр
Молодёжный центр (Студенческий клуб) ХНЭУ им. С. Кузнеца был основан в 2000 году. Молодёжный центр объединяет и оказывает содействие творческим коллективам студентов ХНЭУ. В 2010 году среди них были 30 коллективов разных жанров и направлений, сред них народный коллектив современного эстрадного танца «Джой», коллектив эстрадного танца «Emotion», народный вокально-инструментальный ансамбль «Роксолана», хор «Вернісаж», вокальный ансамбль «Опиум», вокальный ансамбль «Натхнення», народный вокальный коллектив «Новые люди», оркестр духовых инструментов, театр эстрады «Empire» и др.

### «Студенческая весна»
Традиционным, с 1980-х годов, является ежегодный университетский фестиваль «Студенческая весна».

### «Дебют»
Аналогичным является ежегодный фестиваль-конкурс «Дебют» для первокурсников.

### Туристический клуб «Инжек»
Создан в 2007 году для организации отдыха студентов и сотрудников.

### Фан-клуб «Инжек-Металлист»
Фан-клуб «Инжек-Металлист» начал деятельность в феврале 2010 года как совместный проект «Навстречу друг другу» ХНЭУ и харьковского футбольного клуба «Металлист». Одной из целей инициативы является вовлечение инициативных студентов в харьковские акции футбольного чемпионата «Евро-2012».

### «Золотой компас»
Университет является площадкой для проведения Международного студенческого конкурса PR-проектов «Золотой компас», основанного в 2007 году. Конкурс ставит своей целью стимулирование творческих и практических инициатив студентов, обучающихся по профильным специальностям: маркетинг, реклама, PR. «Золотой компас» — это профессиональный командный конкурс. С 2013 года в рамках мероприятия проводиться конкурс рекламных проектов, с 2014 года — Startup инициатив. Все разработки объединены одной темой. Участники выполняют проекты для реальных, а не виртуальных компаний. В состав жюри входят только представители бизнеса. Конкурс поддерживают международные и национальные компании и профессиональные объединения Украины — Украинская ассоциация по связям с общественностью (UAPR), Украинская PR-лига.

## Спорт
Занятия спортом в ХНЭУ им. С. Кузнеца ведутся по секциям. В 2003 году предложенная университетом система организации занятий спортом была одобрена министром образования и науки и рекомендована всем учебным заведениям Украины.
Ежегодно проводится спартакиада по 10 видам спорта и соревнования по мини-футболу на Кубок ректора. Сборные команды ХНЭУ получили известность в регионе.

### Аэробика, фитнес
Аэробика, фитнес-аэробика, спортивная гимнастика, чирлидинг.

### Атлетизм
Гиревой спорт, тяжёлая атлетика, пауэрлифтинг, атлетизм.

### Баскетбол
Мужская и женская сборные университета по баскетболу.

### Волейбол
Женская команда ХНЭУ им. С. Кузнеца по волейболу основана в 1999 году и с 2000 года является участником Высшей студенческой лиги Украины. Постоянный участник соревнований, проводимых Федерацией волейбола Харьковской области и Областного управления по физическому воспитанию и спорту.

### Настольный теннис
Учебно-тренировочные группы по настольному теннису как для студентов, так и для преподавателей и сотрудников ХНЭУ им. С. Кузнеца . Сборная команда университета принимает участие в товарищеских встречах со сборными командами вузов Харькова и в Спартакиаде вузов Харькова. Проводятся личный чемпионат среди иностранных студентов, личный чемпионат ХНЭУ им. С. Кузнеца памяти Л. С. Лученко, встречи сборных факультетов,

### Самбо и Дзюдо
Действует сборная команда университета по самбо и дзюдо. Проводятся командные первенства среди факультетов, личные первенства, показательные выступления. Команда ХНЭУ им. С. Кузнеца — участник Международного турнира памяти Владимира Киселя (3-е место, 2012 г.).

### Спортивный туризм
Секция спортивного туризма на кафедре физического воспитания и спорта ХНЭУ им. С. Кузнеца открылась в 2006 году. Занятия проводятся по технике пешеходного, горного, велосипедного и водного туризма. Сборные команды университета постоянно принимают участие в областных и межвузовских соревнованиях, где являются неоднократными победителями и призёрами этих соревнований. Лучшие воспитанники неоднократно защищали честь Харьковщины на Чемпионатах и Первенствах Украины в составе сборной команды Харьковской области.

### Футбол
Мужская сборная команда университета. Проводится первенство общежитий по футболу, соревнования по футзалу среди факультетов. Команда ХНЭУ им. С. Кузнеца — победитель «Metalist Student League» в первой лиге 2013 года.

### Шашки и Шахматы
Шашечно-шахматный клуб ХНЭУ им. С. Кузнеца открыт в 2011 году. Сборная команда университета — участник спартакиады по шашкам среди студентов вузов Харькова. Проводятся первенство университета по шашкам среди студентов, спартакиады по шашкам и по шахматам среди факультетов.

## Рейтинг
По результатам обновленного рейтинга ТОП-100 наиболее популярных ВНЗ среди абитуриентов, ХНЭУ им. С. Кузнеца входит в:
ТОП-3 среди наиболее популярных ВУЗов г. Харькова
ТОП-3 наиболее популярных специализированных профильных экономических университетов Украины
ТОП-20 наиболее привлекательных ВУЗов Украины
По результатам рейтинга http://osvita.ua/vnz/consultations/61479/
В рейтинге прозрачности ТОП-университетов мира по цитированиям в ТОП профилях Google Scholar Transparent Ranking: Top Universities by Citations in Top Google Scholar profiles ХНЭУ им. С. Кузнеца занимает 23 среди 118 украинских ВУЗов.
Динамика результативности ХНЭУ им. С. Кузнеца в TRANSPARENT RANKING: Top Universities by Citations in Top Google Scholar profiles у 2016—2018 гг.
| Место ХНЭУ им. С. Кузнеца в рейтинге                 | 06.2018 г. | 01.2018 г. | 07.2017 г. | 12.2016 г. |
| 1. Среди университетов мира                          | 3032       | 2880       | 2682       | 2722       |
| 2. Среди ВУЗ Украины                                 | 23 з 118   | 12         | 16 з 113   | 18 з 83    |
| 2.1. Экономического профиля:                         | 3 з 20     | 2          | 4 з 13     | 4 з 12     |
| 2.2. Среди ВУЗов Харькова                            | 3 з 19     | 2          | 3 з 20     | 3 з 16     |
| Количество цитирования в ТОП профилях Google Scholar | 7833       | 7246       | 6796       | 4746       |

- В 2014 году агентство «Эксперт РА», включило ВУЗ в список лучших высших учебных заведений Содружества Независимых Государств, где ему был присвоен рейтинговый класс «D»[7].

## Известные выпускники
| Украина                                          | Бандурка, Александр Маркович    | ? — 1958    | украинский политик, парламентский деятель, генерал-полковник полиции                                                                                                  |
| Россия                                           | Браверман Александр Арнольдович | 1976 — 1981 | российский экономист, государственный чиновник |
| Украина                                          | Геращенко, Антон Юрьевич        | 1995 — 2000 | украинский политик |
| Украина                                          | Кирш Александр Викторович       | 1977 — 1982 | украинский публицист и экономист, депутат парламента |
| Украинская Советская Социалистическая Республика | Кулаков Николай Константинович  | 1929 — 1936 | инженер-конструктор, создатель советских проектов коксовых печей |
| Соединённые Штаты Америки                        | Кузнец Саймон Смит              | 1918 — 1921 | учёный-экономист, Лауреат Нобелевской премии по экономике 1971 года                                                                                                   |
| Союз Советских Социалистических Республик        | Либерман Евсей Григорьевич      | 1930 — 1933 | учёный-экономист, автор концепции Экономической реформы 1965 года |
| Союз Советских Социалистических Республик        | Малик Яков Александрович        | ? — 1930    | советский дипломат, чрезвычайный и полномочный посол |
| Украинская Советская Социалистическая Республика | Москаленко Владимир Петрович    | 1953 — 1958 | экономист, менеджер |
| Союз Советских Социалистических Республик        | Румянцев Алексей Матвеевич      | ? — 1926    | советский политик, социолог |
| Соединённые Штаты Америки                        | Семененко Александр Платонович  | 1922 - 1925 | обер-бургомистр Харькова, участник украинского национального движения, мемуарист, общественный деятель украинской диаспоры в США, автор воспоминаний "Харків, Харків" |
| Украинская Советская Социалистическая Республика | Сериков Сергей Александрович    | 1930 — 1934 | генеральный директор завода "Коммунар" |
| Украина                                          | Чечетов Михаил Васильевич       | 1972 — 1979 | украинский политик, парламентский деятель |
| Союз Советских Социалистических Республик        | Чураев Виктор Михайлович        | ? - 1935    | советский партийный и правительственный деятель |
| Украина                                          | Шевченко Кирилл Евгеньевич      | 1989 - 1994 | 12-й Председатель правления Национального банка Украины |
| Украинская Советская Социалистическая Республика | Шелест Пётр Ефимович            | 1929 — 1932 | украинский советский политик, первый секретарь КПУ |
| Украинская Советская Социалистическая Республика | Ямпольский Стефан Михайлович    | ? — 1932    | украинский советский экономист |